# 加尼特 (堪薩斯州)
加尼特（英語：Garnett）是美国堪薩斯州安德森縣的一座城市，也是安德森縣的縣治所在地。根據2010年美國人口普查，此城市人口有3,415人。

## 歷史
加尼特於1857年出現在地圖中。名稱以肯塔基州路易維爾人、早期小鎮發起人W·A·加尼特（W. A. Garnett）命名。
城市內有三處地方被收錄在國家史蹟名錄中：
- 安德森縣法院（英语：Anderson County Courthouse (Garnett, Kansas)）：東四大道100號
- 森尼特和伯莎·柯克宅邸（英语：Sennett and Bertha Kirk House）：西四大道145號
- 雪萊-蒂普頓宅邸（英语：Shelley-Tipton House）：西四大道812號

## 地理
加尼特坐落在北緯38度16分58秒、西經95度14分27秒（亦可表示為38.282652, -95.240906）處。根據美国人口调查局的資料，此城市總面積為3.20平方英里（8.29平方），其中3.10平方英里（8.03平方）為陸地，0.10平方英里（0.26平方）為水域。
加尼特對於發現石炭纪晚期的化石頗負盛名。此地區約三億年的拉戈斯塔特岩層可以挖掘出早期在地球上生活的爬行類動物之化石。

### 氣候
夏季溼熱、冬季不甚乾冷為此地區的氣候特徵。根據柯本气候分类法，加尼特的氣候屬於副热带湿润气候（氣候圖中簡寫為「Cfa」）。

## 人口統計
| 调查年                           | 人口  | 备注   | %±    |
| -------------------------------- | ----- | ------ | ----- |
| 1870                             | 1,219 |        | —     |
| 1880                             | 1,389 |        | 13.9% |
| 1890                             | 2,191 |        | 57.7% |
| 1900                             | 2,078 |        | −5.2% |
| 1910                             | 2,334 |        | 12.3% |
| 1920                             | 2,329 |        | −0.2% |
| 1930                             | 2,768 |        | 18.8% |
| 1940                             | 2,607 |        | −5.8% |
| 1950                             | 2,693 |        | 3.3%  |
| 1960                             | 3,034 |        | 12.7% |
| 1970                             | 3,169 |        | 4.4%  |
| 1980                             | 3,310 |        | 4.4%  |
| 1990                             | 3,210 |        | −3.0% |
| 2000                             | 3,368 |        | 4.9%  |
| 2010                             | 3,415 |        | 1.4%  |
| 2014年估计                       | 3,295 | [ 14 ] | −3.5% |
| U.S. Decennial Census 2013年估計 |       |        |       |

### 2010年普查
據2010年人口普查，此城市人口有3,415人，戶數1,419戶，862個家庭。人口密度為425.3人/每平方公里（1,101.6人/每平方英里）。此城市有1,591棟住宅，平均每平方公里有198.1棟住宅。此城市居民之種族中，白人佔96.7%，非裔美國人佔0.4%，美洲原住民佔0.6%，亞裔美國人佔0.5%，其他種族佔0.6%，混血種族則佔1.3%。而西班牙裔或拉丁裔美國人佔此城市人口的2.1%。
此城市之戶籍數計有1,419戶。其中擁有18歲以下孩童的住戶佔30.0%；已婚夫婦且同居的住戶佔45.5%，住戶為女性單親者佔10.4%；住戶為男性單親者佔4.9%；住戶並非一個家庭的佔39.3%。住戶為獨自一人居住的佔全戶之34.0%，其中有19.4%為65歲或以上之獨居老人。每戶住戶平均成員人數為2.33人，每個家庭平均成員人數則是2.98人。
此城市居民之年齡中位數為40.9歲。以年齡層分類，年齡低於18歲者佔25.1%；年齡介在18歲至24歲之間者佔7.7%；年齡介在25歲至44歲之間者佔21.7%；年齡介在45歲至64歲之間者佔23%；年齡高於65歲者佔22.5%。男性佔全市人口之47.9%，女性則佔全市人口之52.1%。

### 2000年普查
據2000年人口普查，此城市人口有3,368人，戶數1,439戶，886個家庭。人口密度為434,9人/每平方公里（1,124.6人/每平方英里）。此城市有1,597棟住宅，平均每平方公里有206.2棟住宅。此城市居民之種族中，白人佔96.97%，非裔美國人佔0.39%，美洲原住民佔1.04%，亞裔美國人佔0.27%，0.06%太平洋島民，其他種族佔0.53%，混血種族則佔0.74%。而西班牙裔或拉丁裔美國人佔此城市人口的1.45%。
此城市之戶籍數計有1,439戶，其中擁有18歲以下孩童的住戶佔28.8%；已婚夫婦且同居的住戶佔50.2%，住戶為女性單親者佔8.5%；住戶並非一個家庭的佔38.4%。住戶為獨自一人居住的佔全戶之34.7%，其中有21.1%為65歲或以上之獨居老人。每戶住戶平均成員人數為2.25人，每個家庭平均成員人數則是2.91人。
以年齡層分類，年齡低於18歲者佔24.4%；年齡介在18歲至24歲之間者佔7.5%；年齡介在25歲至44歲之間者佔23.3%；年齡介在45歲至64歲之間者佔20.7%；年齡高於65歲者佔24.1%。此城市居民之年齡中位數為41歲。性別比方面，每100名女性所對應的男性數為88.2名，如只計算18歲或以上的居民，則是每100名女性所對應的男性數為82.1名。
此城市每戶平均收入為31,518美元，每個家庭平均收入為38,095美元。男性平均收入31.175美元；女性平均收入19,858美元。此城市人均收入為16,265美元。此城市約有9.2%的家庭以及13.0%的居民低於貧窮門檻，其中18歲以下者占18.6%，65歲以上者佔9.9%。

## 交通

### 鐵路
此地區有1條鐵路線、6條貨運線以及6家跨州間運輸公司。

### 公路
加尼特境內的主要公路有59号美国国道、169號美國國道及31號堪薩斯州州道。35號州際公路位於城市北方19英里處，而70號州際公路則位於城市北方約50英里處。

### 航空
加尼特工業機場坐落於169號美國國道上。堪薩斯城國際機場為鄰近此城市的國際機場，距離約有90英里遠。

### 單車
普雷里斯皮里特小徑州立公園內設有一條自行車道。

## 教育
加尼特屬於第365聯合學區，境內設有2所公立學校：
- 加尼特小學
- 安德森縣高中（英语：Anderson County High School (Kansas)）

## 知名人物
- 亞瑟·卡珀（英语：Arthur Capper），前堪薩斯州州長（英语：List of Governors of Kansas）、美国参议員
- 埃德加·李·马斯特斯，詩人、傳記作家、劇作家

## 外部連結
城市
- 加尼特市官方網站
- 加尼特—公職人員名錄

學校
- USD 365（页面存档备份，存于），所在學區

歷史
- 許多有關安德森縣的文檔以及照片（页面存档备份，存于）
- Poster from Ninth Annual Anderson County Fair from September 25-28, 1891（页面存档备份，存于）

地圖
- 加尼特市地圖（页面存档备份，存于），堪薩斯州運輸部

## 延伸閱讀
安德森縣
- The History Of Anderson County, Kansas, From Its First Settlement To The Fourth Of July, 1876; W.A. Johnson; Kauffman & Iler; 1877.
- Plat Book Of Anderson County, Kansas, Compiled From County Records And Actual Survey; Northwest Publishing Co; 1901.（页面存档备份，存于）

堪薩斯州
- Kansas: A Cyclopedia Of State History, Embracing Events, Institutions, Industries, Counties, Cities, Towns, Prominent Persons, Etc; Frank W. Blackmar; Standard Publishing Co; 1912.（Vol 1、Vol 2、Vol 3）
- History Of The State of Kansas; William G. Cutler; A.T. Andreas Publisher; 1883.（页面存档备份，存于）